# 아케보노촌 (아키타현)
아케보노촌(曙村)은 아키타현 가즈노군에 있던 촌이다. 현재의 가즈노시 서부에 해당한다.

## 역사
- 1889년 4월 1일 - 정촌제 시행에 의해 2촌의 구역으로 성립하였다.
- 1955년 6월 15일 - 미야카와촌과 합병해 하치만타이촌이 성립하였다. 동일 아케보노촌이 폐지되었다.